# Beijing Qiche Nanzi Paiqiu Julebu 2014-2015
Questa voce raccoglie le informazioni riguardanti il Beijing Qiche Nanzi Paiqiu Julebu nelle competizioni ufficiali della stagione 2014-2015.

## Organigramma societario
Area tecnica
- Allenatore: Li Mu

## Rosa
| N° | Nome                | Ruolo | Data di nascita   | Nazionalità sportiva |
| -- | ------------------- | ----- | ----------------- | -------------------- |
| 1  | Chen Yang           | C     | 3 giugno 1987     | Cina                 |
| 2  | He Jingzhao         | C     | ? luglio 1991     | Cina                 |
| 3  | Hu Xizhao           | C     | ? maggio 1993     | Cina                 |
| 4  | Zhang Shen          | S     | 1992              | Cina                 |
| 4  | Nemanja Jakovljević | S     | 6 novembre 1986   | Serbia               |
| 5  | Zhang Binglong      | S     | ? febbraio 1994   | Cina                 |
| 6  | Zhao Yi             | P     | ? febbraio 1988   | Cina                 |
| 7  | Liu Libin           | S     | 16 febbraio 1995  | Cina                 |
| 8  | Kang Kang           | P     | ? novembre 1983   | Cina                 |
| 9  | Yang Fan            | C     | ? agosto 1987     | Cina                 |
| 10 | Zhang Xiurui        | C     | ? maggio 1992     | Cina                 |
| 11 | Jiang Chuan         | S/O   | 18 agosto 1994    | Cina                 |
| 12 | Armin Mustedanović  | S     | 17 aprile 1986    | Bosnia ed Erzegovina |
| 13 | Sun Yubo            | P     | ? marzo 1990      | Cina                 |
| 14 | Liu Yi              | L     | ? marzo 1988      | Cina                 |
| 15 | Chu Hui             | L     | ? gennaio 1981    | Cina                 |
| 16 | Shan Qingtao        | S     | ? gennaio 1986    | Cina                 |
| 17 | Zhang Zhendong      | L     | 16 settembre 1993 | Cina                 |
| 18 | William Price       | S/O   | 7 ottobre 1989    | Stati Uniti          |
| 19 | Yin Jie             | S     | 7 maggio 1996     | Cina                 |

## Mercato
| Acquisti | Acquisti            | Acquisti    | Acquisti   |
| R.       | Nome                | da          | Modalità   |
| -------- | ------------------- | ----------- | ---------- |
| C        | Chen Yang           | Guangdong   | definitivo |
| S        | Zhang Shen          | ?           | ?          |
| O        | Jiang Chuan         | ?           | ?          |
| S        | Armin Mustedanović  | İstanbul BB | definitivo |
| L        | Zhang Zhendong      | ?           | ?          |
| O        | William Price       | Konak       | definitivo |
| S        | Yin Jie             | ?           | ?          |
| S        | Nemanja Jakovljević | Lugano      | definitivo |

| Cessioni | Cessioni         | Cessioni   | Cessioni   |
| R.       | Nome             | a          | Modalità   |
| -------- | ---------------- | ---------- | ---------- |
| C        | Wang Jingxing    | ?          | ?          |
| S        | Zhang Kun        | ?          | ?          |
| O        | Wout Wijsmans    | Fenerbahçe | definitivo |
| S        | Frederic Winters | Sada       | definitivo |
| O        | Wang Chen        | Milano     | definitivo |
| L        | Li Ming          | ?          | ?          |
| S        | Zhang Shen       | ?          | ?          |

## Risultati

### Volleyball League A

#### Regular season

##### Prima fase
| 1ª giornata - 16 novembre 2014 Glory Stadium, Pechino                       | Beijing  | 3 - 1 | Hebei    | 32-34, 25-16, 25-21, 25-13        |
| 2ª giornata - 20 novembre 2014 Glory Stadium, Pechino                       | Beijing  | 3 - 1 | Bayi     | 25-22, 26-24, 20-25, 32-30        |
| 3ª giornata - 23 novembre 2014 Xuchang College Gymnasium, Xuchang           | Henan    | 0 - 3 | Beijing  | 15-25, 18-25, 16-25               |
| 4ª giornata - 27 novembre 2014 Shaoxing City Gymnasium, Shaoxing            | Zhejiang | 0 - 3 | Beijing  | 26-28, 21-25, 21-25               |
| 5ª giornata - 30 novembre 2014 University of Technology Gymnasium, Nanchino | Jiangsu  | 2 - 3 | Beijing  | 24-26, 20-25, 25-21, 25-23, 9-15  |
| 6ª giornata - 4 dicembre 2014 Shijiazhuang Zhongshan Stadium, Shijiazhuang  | Hebei    | 1 - 3 | Beijing  | 25-18, 21-25, 30-32, 17-25        |
| 7ª giornata - 7 dicembre 2014 Huaibei Stadium, Huaibei                      | Bayi     | 2 - 3 | Beijing  | 25-19, 19-25, 25-17, 23-25, 13-15 |
| 8ª giornata - 11 dicembre 2014 Glory Stadium, Pechino                       | Beijing  | 3 - 2 | Henan    | 24-26, 26-28, 25-16, 25-23, 15-11 |
| 9ª giornata - 14 dicembre 2014 Glory Stadium, Pechino                       | Beijing  | 2 - 3 | Jiangsu  | 25-18, 25-17, 24-26, 19-25, 9-15  |
| 10ª giornata - 18 dicembre 2014 Glory Stadium, Pechino                      | Beijing  | 0 - 3 | Zhejiang | 16-25, 16-25, 20-25               |

##### Seconda fase
| 11ª giornata - 21 dicembre 2014 Glory Stadium, Pechino                     | Beijing  | 2 - 3 | Fujian   | 23-25, 25-23, 26-24, 18-25, 13-15 |
| 12ª giornata - 25 dicembre 2014 Glory Stadium, Pechino                     | Beijing  | 3 - 2 | Sichuan  | 25-19, 23-25, 12-25, 25-21, 15-12 |
| 13ª giornata - 28 dicembre 2014 Fujian Normal University Gymnasium, Fuzhou | Fujian   | 0 - 3 | Beijing  | 19-25, 20-25, 22-25               |
| 14ª giornata - 1º gennaio 2015 Ziyang Stadium, Ziyang                      | Sichuan  | 2 - 3 | Beijing  | 26-24, 18-25, 25-18, 19-25, 15-17 |
| 15ª giornata - 4 gennaio 2015 Glory Stadium, Pechino                       | Beijing  | 2 - 3 | Shanghai | 25-22, 19-25, 25-22, 24-26, 9-15  |
| 16ª giornata - 8 gennaio 2015 Glory Stadium, Pechino                       | Beijing  | 2 - 3 | Shandong | 20-25, 23-25, 25-22, 25-22, 11-15 |
| 17ª giornata - 11 gennaio 2015 Luwan Gymnasium, Shanghai                   | Shanghai | 3 - 1 | Beijing  | 25-19, 19-25, 25-19, 25-20        |
| 18ª giornata - 15 gennaio 2015 Laiwu City Gymnasium, Laiwu                 | Shandong | 3 - 0 | Beijing  | 25-23, 26-24, 25-11               |

#### Play-off scudetto

##### Semifinale
| Gara 1 - 18 gennaio 2015 Glory Stadium, Pechino    | Beijing  | 1 - 3 | Shanghai | 22-25, 31-29, 20-25, 9-25 |
| Gara 2 - 22 gennaio 2015 Luwan Gymnasium, Shanghai | Shanghai | 3 - 0 | Beijing  | 25-21, 25-14, 25-18       |

##### Finale 3º posto
| Gara 1 - 29 gennaio 2015 Glory Stadium, Pechino                       | Beijing | 3 - 0 | Jiangsu | 25-16, 25-22, 25-20               |
| Gara 2 - 3 febbraio 2015 University of Technology Gymnasium, Nanchino | Jiangsu | 2 - 3 | Beijing | 25-18, 28-26, 21-25, 20-25, 18-20 |

## Statistiche

### Statistiche di squadra
| Competizione        | Punti | In casa | In casa | In casa | In trasferta | In trasferta | In trasferta | Totale | Totale | Totale |
| Competizione        | Punti | G       | V       | P       | G            | V            | P            | G      | V      | P      |
| ------------------- | ----- | ------- | ------- | ------- | ------------ | ------------ | ------------ | ------ | ------ | ------ |
| Volleyball League A | 23    | 11      | 5       | 6       | 10           | 7            | 3            | 21     | 12     | 9      |
| Totale              | -     | 11      | 5       | 6       | 10           | 7            | 3            | 21     | 12     | 9      |

G = partite giocate; V = partite vinte; P = partite perse

### Statistiche dei giocatori
| Giocatore       | Volleyball League A | Volleyball League A | Volleyball League A | Volleyball League A | Volleyball League A | Totale | Totale | Totale | Totale | Totale |
| Giocatore       | P                   | PT                  | AV                  | MV                  | BV                  | P      | PT     | AV     | MV     | BV     |
| --------------- | ------------------- | ------------------- | ------------------- | ------------------- | ------------------- | ------ | ------ | ------ | ------ | ------ |
| Chen Y.         | ?                   | ?                   | ?                   | ?                   | ?                   | ?      | ?      | ?      | ?      | ?      |
| Chu H.          | ?                   | ?                   | ?                   | ?                   | ?                   | ?      | ?      | ?      | ?      | ?      |
| He J.           | ?                   | ?                   | ?                   | ?                   | ?                   | ?      | ?      | ?      | ?      | ?      |
| Hu X.           | ?                   | 129                 | 86                  | 21                  | 22                  | ?      | 129    | 86     | 21     | 22     |
| N. Jakovljević  | ?                   | ?                   | ?                   | ?                   | ?                   | ?      | ?      | ?      | ?      | ?      |
| Jiang C.        | ?                   | ?                   | ?                   | ?                   | ?                   | ?      | ?      | ?      | ?      | ?      |
| Kang K.         | ?                   | ?                   | ?                   | ?                   | ?                   | ?      | ?      | ?      | ?      | ?      |
| Liu L.          | ?                   | 168                 | 139                 | 23                  | 6                   | ?      | 168    | 139    | 23     | 6      |
| Liu Y.          | ?                   | ?                   | ?                   | ?                   | ?                   | ?      | ?      | ?      | ?      | ?      |
| A. Mustedanović | ?                   | 125                 | 102                 | 6                   | 17                  | ?      | 125    | 102    | 6      | 17     |
| W. Price        | ?                   | 443                 | 387                 | 28                  | 28                  | ?      | 443    | 387    | 28     | 28     |
| Shan Q.         | ?                   | 157                 | 137                 | 10                  | 10                  | ?      | 157    | 137    | 10     | 10     |
| Sun Y.          | ?                   | ?                   | ?                   | ?                   | ?                   | ?      | ?      | ?      | ?      | ?      |
| Yang F.         | ?                   | 110                 | 75                  | 27                  | 8                   | ?      | 110    | 75     | 27     | 8      |
| Yin J.          | ?                   | ?                   | ?                   | ?                   | ?                   | ?      | ?      | ?      | ?      | ?      |
| Zhang B.        | ?                   | ?                   | ?                   | ?                   | ?                   | ?      | ?      | ?      | ?      | ?      |
| Zhang S.        | ?                   | ?                   | ?                   | ?                   | ?                   | ?      | ?      | ?      | ?      | ?      |
| Zhang X.        | ?                   | ?                   | ?                   | ?                   | ?                   | ?      | ?      | ?      | ?      | ?      |
| Zhang Z.        | ?                   | ?                   | ?                   | ?                   | ?                   | ?      | ?      | ?      | ?      | ?      |
| Zhao Y.         | ?                   | ?                   | ?                   | ?                   | ?                   | ?      | ?      | ?      | ?      | ?      |

P = presenze; PT = punti totali; AV = attacchi vincenti; MV = muri vincenti; BV = battute vincenti